# Kissimmee
Kissimmee è un comune degli Stati Uniti d'America, capoluogo della contea di Osceola, nello Stato della Florida. 
In questa località è cresciuto il violinista bluegrass Vassar Clements.

## Società

### Evoluzione demografica
La popolazione era di 47.814 abitanti nel censimento del 2000 e di 60.894 secondo una stima del 2006.

## Geografia fisica

### Territorio
La città si sviluppa sulla sponda nord-occidentale del lago Tohopekaliga. Il suo territorio ha un'ampiezza di 44,8 km² (il 43,2% percento di questa superficie è occupato da acque interne).